# BioShock
BioShock è un videogioco sparatutto in prima persona, primo capitolo dell'omonima serie, sviluppato dalla 2K Boston (vedi Irrational Games) e pubblicato dalla 2K Games. Il gioco è stato distribuito per Microsoft Windows e Xbox 360 nell'agosto del 2007. Successivamente nell'ottobre 2008 è stato distribuito da Irrational Games, 2K Marin, 2K Australia e Digital Extremes un porting per PlayStation 3. Nell'ottobre 2009 è stato distribuito dalla Feral Interactive un porting per macOS. È stato definito dai suoi stessi sviluppatori come sequel "spirituale" di un loro precedente titolo, System Shock 2, ed era già in sviluppo dal tardo 2004. Il 16 agosto del 2007 il gioco è stato definito dal sito IGN come uno dei migliori videogiochi di sempre.
Il 16 settembre 2016 è uscita la remastered Bioshock: The Collection con modelli poligonali, sistema di illuminazione migliorato e texture in alta risoluzione, contenente i 3 capitoli della saga e tutti i relativi DLC, per PlayStation 4, Xbox One e Steam. Il 29 maggio 2020 arriva la versione per Nintendo Switch.
BioShock 2 è il sequel di BioShock, sviluppato dalla 2K Marin e uscito il 9 febbraio 2010.

## Trama
Nel 1960, il protagonista, Jack, è un passeggero di un aereo che precipita nell'Oceano Atlantico. Unico sopravvissuto, si dirige verso un faro che ospita un terminale di batisfere, che lo porta a Rapture. Jack viene contattato via radio da Atlas, che lo guida ad affrontare i pericoli della città in rovina.
Atlas chiede l'aiuto di Jack per fermare Ryan, indirizzandolo verso una batisfera attraccata dove sostiene che Ryan abbia intrappolato la sua famiglia. Quando Jack incontra per la prima volta le Sorelline, Atlas lo spinge ad ucciderle per raccogliere il loro ADAM, ma la dottoressa Tenenbaum interviene e insiste che Jack dovrebbe risparmiarle, fornendogli un plasmide che può rimuovere la lumaca di mare dai loro corpi e liberarle dal loro lavaggio del cervello. Jack alla fine si fa strada verso la batisfera, ma Ryan la distrugge prima che Jack possa raggiungerla. Infuriato, Atlas fa combattere Jack attraverso vari quartieri verso il covo di Ryan, costringendolo a scontrarsi con gli squilibrati alleati di Ryan lungo la strada, come il folle medico chirurgico J.S. Steinman, e il folle ex musicista e collezionista d'arte Sander Cohen.
Alla fine del suo percorso, Jack riesce ad entrare nell'ufficio di Ryan, trovandolo intento a giocare a golf; costui spiega le vere origini di Jack. Attraverso il suo dialogo e le prove raccolte fino a questo punto, viene rivelato che Jack è in realtà il figlio illegittimo di Ryan, venduto dall'amante di Ryan come embrione a Fontaine, che poi incaricò Tenenbaum e Suchong di far invecchiare rapidamente per farlo diventare adulto e trasformarlo in un assassino obbediente, in grado di accedere a qualsiasi sistema di Rapture bloccato al codice genetico di Ryan e assicurare così la vittoria di Fontaine nella guerra. Jack è stato poi portato di nascosto in superficie con falsi ricordi di una vita normale, in attesa di essere richiamato a Rapture quando necessario. Ryan prende improvvisamente il controllo delle azioni di Jack chiedendo "Per cortesia" (Would you kindly); Jack si rende conto che questa frase ha preceduto molti dei comandi di Atlas come un innesco ipnotico, costringendolo ad eseguire qualsiasi ordine senza fare domande. Jack si rende anche conto di essere responsabile dell'incidente aereo, avendo letto una lettera a bordo contenente la stessa frase di innesco.
Ryan sceglie di morire per sua volontà e costringe Jack a picchiarlo a morte con una mazza da golf. Atlas si rivela poi essere Fontaine, che ha finto la sua morte e ha usato "Atlas" come pseudonimo per nascondere la propria identità, fornendo una figura eroica affinché la povera gente si unisse a lui per i suoi scopi. Con Ryan finalmente morto, Fontaine prende il controllo dei sistemi di Rapture e lascia Jack morire per mano dei droni di sicurezza. Jack viene salvato dalla dottoressa Tenenbaum e dalle Sorelline che erano state curate, venendo aiutato a rimuovere il condizionamento mentale di Fontaine, compreso uno che avrebbe fermato il cuore di Jack. Jack insegue Fontaine nel suo covo e lo trova diventato un mostro inumano, in seguito alle grandi quantità di ADAM che si è iniettato. Le Sorelline aiutano Jack a prosciugare l'ADAM dal corpo di Fontaine, e alla fine lo uccidono.
Il finale dipende da come il giocatore ha interagito con le Sorelline:
- Se il giocatore salva tutte le Sorelline (o ne uccide solo una), Jack le riporta in superficie con sé e adotta cinque di loro come sue figlie, e Tenenbaum narra felicemente come esse continuino a vivere una vita piena sotto le sue cure, circondandolo alla fine sul letto di morte.
- Se il giocatore uccide più di una Sorellina, Jack si rivolge verso le Sorelline per raccogliere il loro ADAM.[12] Tenenbaum narra tristemente ciò che accade, condannando Jack e le sue azioni. Un sottomarino della Marina degli Stati Uniti d'America si imbatte poi nel relitto dell'aereo e si trova improvvisamente circondato da batisfere contenenti ricombinanti, che attaccano l'equipaggio e ne prendono il controllo. Il sottomarino si rivela trasportare missili nucleari, con Tenenbaum che afferma che Jack ha ora "rubato i terribili segreti del mondo": Più Sorelline Jack ha ucciso nel corso del gioco, più dura e furiosa diventa la narrazione di Tenenbaum.[13]

### Ambientazione
BioShock si svolge a Rapture, una grande città sottomarina progettata e costruita negli anni '40 dal magnate e oggettivista Andrew Ryan, intento a creare un'utopica sede per l'élite della società affinché prosperi al di fuori del controllo del governo e della "moralità meschina". Questa filosofia porta a notevoli progressi nelle arti e nelle scienze, tra cui la scoperta del cosiddetto "ADAM": una potente sostanza che altera i geni, creata da una specie di lumaca di mare presente sul fondo dell'oceano. L'ADAM presto conduce allo sviluppo dei "plasmidi", sieri mutageni che conferiscono agli utilizzatori poteri sovrumani come la telecinesi e la pirocinesi. Per proteggere e isolare la città, Ryan bandisce qualsiasi contatto con il mondo in superficie.
Con il fiorire di Rapture, crescono anche le disparità sociali e il contrabbandiere/uomo d'affari Frank Fontaine usa la sua influenza sulla classe operaia priva di diritti per stabilire imprese illegali e raggiungere il potere, tanto da rivaleggiare persino con Ryan stesso. Insieme ai dottori Brigid Tenenbaum e Yi Suchong, Fontaine crea la sua compagnia dedicata alla ricerca di plasmidi e tonici genetici. Una volta diventata una dipendenza e salita alle stelle la domanda, Fontaine inizia a produrre segretamente ADAM in massa attraverso lumache impiantate nello stomaco di ragazze orfane, soprannominate "Sorelline". Fontaine rimane poi ucciso in una sparatoria con la polizia e Ryan coglie l'occasione per sequestrare i suoi beni, comprese le Sorelline.
Nei mesi successivi, un uomo della classe operaia di nome Atlas insorge ed inizia una violenta rivoluzione contro Ryan, con entrambi gli schieramenti che usavano umani potenziati dai plasmidi (conosciuti come "ricombinanti") per farsi la guerra a vicenda. Per proteggere le Sorelline, Ryan plasma i "Big Daddy": umani geneticamente potenziati, innestati chirurgicamente in gigantesche e pesanti tute subacquee, progettate per scortare le sorelline durante l'estrazione di ADAM dai corpi morti. Le tensioni arrivano infine al culmine la notte di Capodanno del 1958, quando Atlas ordina un assalto totale contro Ryan ed i suoi sostenitori. Il conflitto trasforma Rapture in una fatiscente distopia devastata dalla guerra civile, con conseguente collasso della società, innumerevoli morti, molti ricombinanti irrimediabilmente sfigurati e pazzi per l'abuso di ADAM, e i pochi superstiti sani di mente che si barricano lontano dal caos.

#### Audio diari
I cosiddetti audio diari, ideati dalla Fontaine Futuristics, sono dei nastri contenenti le testimonianze registrate di personaggi (sia primari che secondari), spesso utili per dar modo al giocatore di ricostruire il loro profilo psicologico e, indirettamente, la storia di Rapture. Alcuni di questi risultano preziosi per rivelare le combinazioni segrete di alcune porte; in definitiva sono identificabili come indizi sparsi qua e là per tutta la città.

## Modalità di gioco
Bioshock è uno sparatutto in prima persona con alcune meccaniche ed elementi da gioco di ruolo, simili in parte a System Shock 2. Il giocatore assume il ruolo di Jack mentre si muove attraverso Rapture verso vari obiettivi. Il giocatore nel corso del gioco raccoglie più armi e plasmidi che utilizza contro i nemici o in altre meccaniche. Il giocatore può passare in ogni momento dall'impugnare un'arma a usare un plasmide, permettendo di effettuare attacchi combinati che possono essere efficaci contro alcuni nemici, come ad esempio prima elettrizzare un ricombinante e poi colpirlo con una chiave inglese. Le armi sono limitate dalle munizioni che il giocatore raccoglie; molte armi hanno tipi di munizioni secondarie che possono essere utilizzate invece per ottenere benefici aggiuntivi, come i proiettili che infliggono danni da fuoco. L'uso dei plasmidi consuma un siero chiamato EVE che può essere ripristinato utilizzando le siringhe EVE che possono essere raccolte o comprate. Il giocatore ha una barra della salute che diminuisce quando subisce danni. Il giocatore può ripristinare la propria salute con i kit medici che si trovano in tutta Rapture. Se la salute del giocatore si riduce a zero, verrà rigenerato, con una quantità limitata di salute e di EVE, all'ultima Camera della Vita visitata. Una patch per il gioco permette ai giocatori di disabilitare queste Camere della Vita, richiedendo ai giocatori di riavviare una partita salvata se il personaggio muore.
Il gioco offre ai giocatori diverse opzioni per affrontare le sfide. Oltre al combattimento diretto, il giocatore può utilizzare plasmidi per attirare i nemici in trappole o per mettere i nemici l'uno contro l'altro, o ancora impiegare tattiche furtive per evitare di essere rilevati dai nemici, né dai sistemi di sicurezza e dalle torrette. Il giocatore può manomettere qualsiasi sistema automatizzato di Rapture; il processo avviene tramite un mini-gioco simile a Pipe Mania dove il giocatore deve collegare due punti sui lati opposti di una griglia con una serie limitata di tubature entro un determinato periodo di tempo; non riuscire a completare il mini-gioco comporta perdere punti salute e talvolta l'attivazione di allarmi. All'inizio del gioco, al giocatore viene data una macchina fotografica di ricerca; scattando fotografie ai nemici, il giocatore guadagnerà cumulativamente conoscenze sui singoli nemici che si traducono in potenziamenti di attacco e altri benefici quando si affronta quel tipo di nemico in futuro.
Il giocatore raccoglie denaro esplorando Rapture e dai corpi dei nemici sconfitti; questo denaro può essere usato ai distributori automatici per rifornirsi di munizioni, salute ed EVE o altri oggetti; come le telecamere di sicurezza, i distributori automatici possono anche essere manomessi per ridurre i costi degli oggetti da comprare. Il giocatore riceverà anche ricompense sotto forma di ADAM dal completamento di alcuni compiti, come il salvataggio o l'uccisione delle Sorelline dopo aver sconfitto il loro Big Daddy guardiano. L'ADAM è usato per acquistare nuovi plasmidi dalle macchine Gatherer's Garden sparse per Rapture. Oltre ai plasmidi, il giocatore potrà anche raccogliere e comprare tonici che forniscono bonus passivi, come aumentare la forza di Jack, usare EVE in modo più efficiente, o rendere Jack più resistente ai danni. Il giocatore può avere solo un numero limitato di plasmidi e tonici attivi in qualsiasi momento e può cambiare i plasmidi e i tonici attivi in alcune stazioni genetiche situate in tutta Rapture.

## Sviluppo
Intervistato da IGN su che cosa si fossero ispirati per lo sviluppo del gioco, Ken Levine rispose nominando principalmente George Orwell e Ayn Rand. Di quest'ultima si possono notare due citazioni riguardanti altrettanti romanzi dell'autrice, rispettivamente The Fountainhead (La fonte meravigliosa) e Atlas Shrugged (La rivolta di Atlante): Fontaine e Atlas sono infatti i nomi di due personaggi presenti nel gioco. Inoltre tutta la filosofia politica su cui si basava la città di Rapture prima di decadere è un riferimento alla filosofia oggettivistica creata dalla Rand e non a caso, il nome del fondatore della metropoli sottomarina, Andrew Ryan, è quasi un'anagramma di quello della stessa autrice.

### Motore grafico
BioShock è stato sviluppato con le basi dell'Unreal Engine 2.0, lo stesso motore grafico utilizzato dalla Irrational Games per sviluppare precedenti titoli quali Tribes: Vengeance, SWAT 4 e SWAT 4: The Stetchkov Syndicate. Tuttavia il motore grafico è stato perfezionato e portato alla versione 2.5, per fare uso di alcune tecnologie presenti nell'Unreal Engine 3. In un'intervista dell'E3 svoltosi a maggio 2006, Ken Levine, rivelò che l'acqua all'interno del gioco sarebbe stato uno dei punti forti e più accurati. Disse infatti:
Per il motore fisico è invece stato usato l'Havok, con alcune implementazioni di fisica ragdoll.
BioShock è uno dei giochi che supportano la tecnologia DirectX 10 su Windows Vista, ma è anche sfruttabile da hardware Directx 9 (come Windows XP).
Sulle versioni console, BioShock, supporta l'uscita video output a 1080p e non utilizza alcun tipo di antialiasing. La versione PlayStation 3 ha una risoluzione nativa leggermente più bassa, sebbene questa differenza sia ben poco evidente a occhio nudo.

### Sistema di protezione
All'uscita del prodotto sul mercato americano, sono stati segnalati vari problemi derivanti dal peculiare sistema di protezione (una versione SecuRom) scelto dal produttore, 2K Games. Tale sistema richiede, oltre al tradizionale DVD nel lettore, l'attivazione online del gioco; attivazione che è però possibile solo un numero limitato di volte, 5 (in origine erano due, ma a seguito di numerose proteste gli sviluppatori le aumentarono dopo pochi giorni). Tali attivazioni saranno contate per "codice hardware": in sostanza il server online identificherà il pc su cui si installa il gioco in base ai suoi componenti hardware e all'account utente; tra le conseguenze di questa scelta c'è sia che dovrebbe essere possibile disinstallare e reinstallare a volontà su un singolo pc (e account), sia che l'installazione su differenti account, anche se sullo stesso pc, utilizzeranno differenti attivazioni. Quanto alla disinstallazione, di per sé pare che non "restituisca" un'attivazione all'utente: in origine le 5 attivazioni erano quindi utilizzabili solo una volta. Dopo altre numerose proteste è stato distribuito un "revoking tool", un piccolo software che permette, al momento della disinstallazione, di riottenere indietro l'attivazione usata; tale tool, però, non opererà nei confronti di più installazioni effettuate sullo stesso computer ma su account utente diversi. Da notare, inoltre, che tale tool non è richiesto nella versione Steam (e presumibilmente in eventuali altre versioni da digital delivery).
L'obbligo dell'attivazione ha inoltre costretto il distributore, a causa di un problema ai server di convalida, a rinviare la distribuzione in Australia del titolo, programmato per la mezzanotte del 24 agosto 2007.

## Colonna sonora
La colonna sonora di BioShock è stata composta da Garry Schyman. Il 24 agosto 2007 parte delle tracce sono state rese disponibili in formato MP3, prelevabili gratuitamente dal sito della 2K Games. La versione limitata del gioco include un CD chiamato The Rapture EP, contenente alcuni remix di Moby e Oscar The Punk. All'interno dell'edizione speciale di BioShock 2 è stata inclusa la colonna sonora completa in un LP. Oltre alla colonna sonora originale, in BioShock il giocatore può ascoltare alcuni pezzi d'epoca tramite dei fonografi. Sono presenti brani, tra gli altri, di Django Reinhardt, Bing Crosby e Noël Coward.
Di seguito la tracklist completa dei brani, tutti degli anni '50 o anteriori, presenti nel gioco:
- Billie Holiday - God Bless the Child
- Billie Holiday - Night and Day
- Bing Crosby - Wrap Your Troubles in Dreams
- Bing Crosby - Brother, Can You Spare a Dime?
- Bobby Darin - Beyond the Sea
- Cliff Eidelman - The Ballroom Waltz
- Cole Porter - You're the Top
- Django Reinhardt - La Mer
- Django Reinhardt - It Had to Be You
- Django Reinhardt - Jitterbug Waltz
- Django Reinhardt - Liza
- Django Reinhardt - Please Be Kind
- Faux Frenchman - Wild Ride
- Mario Lanza - Danny Boy
- Noël Coward - The Party's Over Now
- Noël Coward - 20th Century Blues
- Patti Page - (How Much Is) That Doggie in the Window?
- Perry Como - Papa Loves Mambo
- Pëtr Il'ič Čajkovskij - Waltz of the Flowers
- Rosemary Clooney - It's Bad for Me
- The Andrews Sisters - Bei mir bist du schön
- The Ink Spots - If I Didn't Care
- The Ink Spots - The Best Things in Life

I seguenti brani non si sentono nel gioco, ma possono essere trovati tra i file della versione per PC:
- Johnnie Ray - Just Walking in the Rain
- Noël Coward - World Weary

Le seguenti tracce erano state confermate, ma in realtà non sono presenti né nel gioco, né tra i File:
- Django Reinhardt - Avalon
- Lee Morgan - Just One of Those Things
- Lee Wiley - Let's Fly Away
- Noël Coward - This is a Changing World
- Bing Crosby/Harry Edison - You're Getting to Be a Habit with Me

La seguente appare solo nella versione per PlayStation 3:
- Buddy Rich - You're Getting to Be a Habit with Me.[34]

## Doppiaggio
Di seguito sono riportati i doppiatori che hanno prestato la voce ai principali personaggi del videogioco:
| Personaggio            | Doppiatore originale | Doppiatore italiano |
| ---------------------- | -------------------- | ------------------- |
| Atlas / Frank Fontaine | Karl Hanover         | Oliviero Corbetta   |
| Andrew Ryan            | Armin Shimerman      | Diego Sabre         |
| Brigid Tenenbaum       | Anne Bobby           | Karin Giegerich     |
| Peach Wilkins          | Michael Villani      | Riccardo Rovatti    |
| Julie Langford         | Susanne Blakeslee    | Donatella Fanfani   |
| Dr. J. S. Steinman     | Peter Francis James  | Claudio Moneta      |
| Sander Cohen           | T. Ryder Smith       | Andrea De Nisco     |
| Sorelline              | Juliet Landau        | Cecilia Fanfani     |
| Diane McClintock       | Miriam Shor          | Cinzia Massironi    |
| Steve Barker           |                      | Gianni Gaude        |
| Bill McDonagh          | Ritchie Coster       | Gianni Gaude        |
| Dr. Yi Suchong         | James Yaegashi       | Marco Pagani        |
| Mariska Lutz           |                      | Lorella De Luca     |
| Jasmine Jolene         |                      | Donatella Fanfani   |
| Anya Andersdotter      |                      | Dania Cericola      |
| Pablo Navarro          | Tony Chiroldes       | Matteo Zanotti      |
| Johnny                 |                      | Matteo Zanotti      |
| Kyburz                 |                      | Marco Balzarotti    |
| Tasha Denu             |                      | Silvana Fantini     |
| Sullivan               |                      | Leonardo Gajo       |

Il doppiaggio italiano è stato realizzato dalla Synthesis International di Milano.

## Accoglienza
| Testata                                | Giudizio                      |
| -------------------------------------- | ----------------------------- |
| Metacritic (media al 22 ottobre 2021)) | 96/100 (X360, PC) 94/100 (PS3 |
| 1UP.com                                | A+                            |
| AllGame                                | 5/5                           |
| Edge                                   | 8/10                          |
| EGM                                    | 10/10                         |
| Eurogamer                              | 10/10                         |
| Game Informer                          | 10/10                         |
| GameSpot                               | 9/10                          |
| GameTrailers                           | 9,5/10                        |
| IGN                                    | 9,7/10                        |
| Multiplayer.it                         | 9,4/10                        |
| Play Generation                        | 94/100                        |
| OXM                                    | 10/10                         |
| PC Gamer (UK)                          | 95%                           |
| PC Zone                                | 96%                           |

BioShock è stato elogiato universalmente secondo l'aggregatore di recensioni Metacritic, con un punteggio medio di 96/100 per Xbox 360 e Microsoft Windows, e 94/100 per PlayStation 3. All'ottobre 2021, è uno dei giochi più votati su Metacritic, a pari merito con diversi altri giochi per il quarto punteggio aggregato più alto. Le recensioni della stampa mainstream hanno elogiato le qualità immersive del gioco e la sua dimensione politica. The Boston Globe lo ha descritto come «un gioco per computer bello, brutale e inquietante [...] uno dei migliori degli ultimi anni», e ha paragonato il gioco alla risposta di Whittaker Chambers del 1957 a La rivolta di Atlante, "Big Sister Is Watching You". Anche Wired ha menzionato la connessione con Ayn Rand (Andrew Ryan ne è un anagramma) in un pezzo sul gioco che conteneva una breve intervista con Levine. Il Chicago Sun-Times nella sua recensione ha così scritto: «Non ho mai pensato che qualcuno sarebbe stato in grado di creare un videogioco coinvolgente e divertente intorno alla narrativa e alla filosofia di Ayn Rand, ma questo è essenzialmente ciò che 2K Games ha fatto [...] un videogioco raro, maturo, che riesce a farti pensare mentre giochi».
La recensione del Los Angeles Times si conclude così: «Certo, è divertente da giocare, sembra spettacolare ed è facile da controllare. Ma fa anche qualcosa che nessun altro gioco ha fatto fino ad oggi: ti fa davvero sentire». Il recensore di The New York Times ha definito il gioco «intelligente, splendido, talvolta spaventoso» e ha aggiunto: «Ancorato dalla sua trama, provocatoria e basata sulla moralità, la sua direzione artistica sontuosa e la superba recitazione vocale, BioShock può anche tenere la testa alta tra i migliori giochi mai realizzati».
GameSpy ne ha lodato la sua «atmosfera ineluttabile» e Official Xbox Magazine ha dato risalto alla sua «trama inconcepibilmente grande» e la «stupefacente colonna sonora e gli effetti audio». Il gameplay e il sistema di combattimento sono stati lodati per essere fluidi e aperti ed elementi grafici, come l'acqua, sono stati elogiati per la loro qualità. È stato notato che la combinazione degli elementi del gioco «abbraccia così tante forme d'arte e di intrattenimento in modo così esperto che è la migliore dimostrazione finora di quanto possa essere flessibile questo mezzo. Non è più solo un altro sparatutto avvolto in un bel motore di gioco, ma una storia che esiste e si sviluppa all'interno del mondo di gioco più convincente, elaborato e artistico mai concepito».
Tuttavia, sono stati evidenziati anche alcuni problemi negativi in BioShock. Il sistema di respawn che coinvolge le "Camere della Vita", che fanno rivivere il personaggio con metà salute, senza alterare la salute dei nemici, rende possibile logorare i nemici attraverso la pura perseveranza, e ciò è stato criticato come uno dei difetti più significativi nel gameplay. IGN ha notato che sia i controlli che la grafica della versione Xbox 360 sono inferiori a quelli della versione PC, in quanto il passaggio tra armi o plasmidi è più facile utilizzando il mouse del PC piuttosto che il menu radiale della 360, così come la grafica è leggermente migliore con risoluzioni più elevate. Il gioco è stato pubblicizzato come un sparatutto in prima persona ibrido, ma due recensori hanno trovato la progressione carente, sia nel protagonista che nelle sfide che affronta. Alcuni recensori hanno anche trovato il comportamento dei ricombinanti privo di diversità con una IA non molto ben fatta e hanno ritenuto la scelta morale troppo "bianca e nera" per essere interessante. Alcuni recensori e saggisti, come Jonathan Blow, hanno anche sostenuto che la "scelta morale" che il gioco offriva al giocatore (salvare o uccidere le Sorelline) era imperfetta perché, secondo loro, non aveva alcun impatto reale sul gioco, il che alla fine li ha portati a pensare che le Sorelline erano solo meccaniche senza alcuna importanza reale. Daniel Friedman per Polygon ha concordato con Blow, sottolineando che il giocatore perde solo il 10% dell'ADAM se salva le Sorelline invece che ucciderle e ritiene che questo avrebbe dovuto essere stato meglio progettato come parte del meccanismo di difficoltà del gioco. L'ex sviluppatore di LucasArts Clint Hocking ha scritto un famoso saggio in cui sosteneva che BioShock esibiva un esempio di "dissonanza ludonarrativa" tra la sua storia e le sue meccaniche di gioco: mentre vedeva la storia come un'esortazione all'altruismo nell'aiutare gli altri, il suo gameplay incoraggiava quello che lui vedeva come egoismo, cioè l'uccisione delle Sorelline.
Agli Italian Videogame Award del luglio 2007, BioShock si è aggiudicato numerosi premi, tra cui: Videogioco dell'anno PC, Miglior Level Design, Miglior Sonoro, Miglior Tecnica, Miglior localizzazione (Synthesis International), Miglior personaggio cattivo (Big Daddy). La rivista Play Generation lo classificò come il secondo miglior gioco d'azione del 2008. La stessa testata diede alla versione per PlayStation 3 un punteggio di 94/100, trovandola una grande avventura in soggettiva con una progressione e una trama originali e appassionanti. La stessa testata lo classificò come uno dei quattro migliori sparatutto che non si accontentava di essere solo uno sparatutto.

## Opere correlate

### Collector's Edition
Oltre alla normale edizione, è stata pubblicata una Collector's Edition che contiene, oltre al gioco, un modello in resina di un Big Daddy alto 15 cm, un DVD con il making of e un CD audio, The Rapture EP. Questa versione non era inizialmente prevista, e per questo un gruppo di fan aveva organizzato una raccolta di firme online per protesta; Take-Two, prendendone atto, aveva dichiarato che avrebbe potuto creare una edizione speciale solo se loro avessero raccolto almeno 5 000 firme nella petizione, cifra raggiunta nel giro di 5 ore.

### Adattamento cinematografico
Poco tempo dopo la messa in commercio del videogioco iniziarono a diffondersi voci riguardanti l'interesse di trasporlo per il grande schermo da parte di qualche studio cinematografico, magari usando la tecnica green screen come fatto per 300, in modo da ricreare le enormi ambientazioni di Rapture.
L'annuncio della produzione è stato comunicato il 9 maggio 2008 dalla Take Two, che in accordi con gli Universal Studios avevano incaricato Gore Verbinski e John Logan rispettivamente come regista e sceneggiatore. L'intenzione iniziale era di riuscire a produrre il film entro il 2010, ma i successivi problemi conseguiti all'alta spesa di produzione prevista portarono a un temporaneo stallo. Per non ostruire il corso dello sviluppo, gli Universal Studios decisero di spostare la lavorazione all'estero così da contenere i costi e, a causa di ciò, Verbinski abbandonò la regia, in quanto questa decisione gli avrebbe impedito di prendere parte ad un altro suo progetto, Rango, scegliendo comunque di rimanere come produttore. In seguito, Ken Levine ha spiegato i motivi dell'abbandono di Gore Verbinski:
Verbinski, inoltre, avrebbe voluto filmare la pellicola in 3D. Juan Carlos Fresnadillo è entrato in trattative per sostituire Verbinski, tuttavia il progetto è stato cancellato poco dopo per volere dello stesso Levine.
Nel 2022 è stato reso noto che il regista Francis Lawrence e lo sceneggiatore Michael Green sono stati scelti dalla nota società Netflix nella creazione di un lungometraggio che racconta le gesta di Jack. Il regista ha svelato che stanno rimanendo fedeli alla trama del gioco, ma che ci avrebbero anche messo del loro. L'uscita del film è prevista per il 2025 a causa del completamento del quarto capitolo della saga Hunger Games - La ballata dell'usignolo e del serpente e del sequel Constantine da parte del regista.

## Stanze della Sfida
Dopo un anno dall'uscita del gioco, gli sviluppatori hanno distribuito un DLC, denominato appunto le Stanze della Sfida (in originale Challenge Rooms), che aggiunge tre livelli scollegati dalla trama principale e 12 trofei aggiuntivi (11 di bronzo e 1 di argento). I livelli sono:
- La I in squadra: in questo livello, ambientato all'interno di un poligono di tiro, si dovrà eliminare un Big Daddy Buttafuori senza usare armi e successivamente salvare la Sorellina.
- Una scioccante sequenza di eventi: questo livello, ambientato in un parco divertimenti, ha come scopo il riuscire a fornire energia elettrica in diversi modi a una ruota panoramica guasta, in maniera tale da poter salvare una Sorellina.
- Mondi di dolore: ambientato in un'arena, questo scenario prevede 8 tipi di sfide di combattimento in cui il giocatore dovrà combattere contro ogni tipo di nemico presente nel gioco per poter salvare la Sorellina intrappolata al centro dell'area di combattimento.[83]